# Oratorio di Santa Margherita (Roma)
L'oratorio di Santa Margherita è una chiesa sconsacrata di Roma, nel rione Esquilino, in viale Carlo Felice.
Esso è inserito all'interno della quarta torre delle Mura aureliane; la trasformazione dell'ambiente in oratorio risale al Medioevo, così come della stessa epoca (XIII-XIV secolo) sono un ciclo di affreschi con immagini di san Paolo e di Santa Margherita di Antiochia: scoperti nel 1932, furono staccati e ora sono conservati nel museo della basilica di Santa Croce in Gerusalemme.
L'ambiente, conosciuto anche come prigione di santa Margherita, divenne luogo di isolamento e di eremitaggio nel XIII secolo di una tal Madonna Bona. Ancora officiato nel XVII secolo, quando papa Clemente IX vi concesse delle indulgenze, fu poi abbandonato. Durante il XX secolo fu restaurato da Antonio Muñoz nel 1914 ed ancora nel 1978. Oggi è in corso un progetto di recupero statico e conservativo della struttura e degli ambienti, assieme al miglioramento delle condizioni climatiche al fine di poter riposizionare in loco gli affreschi medievali.